# Erwachende Germania
Erwachende Germania ist der Titel eines Historienbildes des Düsseldorfer Malers Christian Köhler. Es zeigt die Personifikation Germania als Nationalallegorie Deutschlands in der Zeit der Deutschen Revolution 1848/1849.
Das großformatige Ölgemälde entstand in den Jahren 1848/1849 in Düsseldorf, einem Hauptort der Revolution in der Rheinprovinz des Königreichs Preußen. Kurz nach seiner Entstehung gelangte das Bild nach New York City, wo es in der Düsseldorf Gallery des deutsch-amerikanischen Weinhändlers und Kunstsammlers Johann Gottfried Böker ausgestellt wurde. Seit Ende des 19. Jahrhunderts befindet es sich im Eigentum von The New York Historical (vormals „New-York Historical Society“). In deren Depot, in das das Bild um 1900 gelangt war, wurde es in den 1990er Jahren wiederentdeckt. Sie stellte es dem Deutschen Historischen Museum Ende der 1990er Jahre als Leihgabe zur Verfügung. In der Ausstellung 1848 – Aufbruch zur Freiheit wurde das Bild im Jahr 1998 in der Schirn Kunsthalle Frankfurt erstmals in Deutschland öffentlich präsentiert.

## Beschreibung und Bedeutung
Die Szene an einem felsigen Berghang wird beherrscht von einer im Vordergrund liegenden weiblichen Figur, der Germania, deren langes blondes Haupthaar von einer Corona aus Eichenlaub bekrönt ist. Sie versinnbildlicht die deutsche Nation. Vor allem ihr massiver Körper, aber auch die edle Bekleidung, ihre Bewaffnung und die weitere Ausstattung geben ihrer Erscheinung eine majestätische Gravität. Das Gemälde zeigt sie in dem Augenblick, wie sie entschlossen zu einer Waffe greift und sich dabei aufrichtet. Ihre Kleidung ist in den deutschen Nationalfarben Schwarz-Rot-Gold gehalten. Ihr schwarzes Kleid wird auf den Schultern und über den kräftigen Beinen von einem überwiegend goldenen, innen rot gefütterten Mantel bedeckt. Der Mantel, der wie ein kaiserlicher Krönungsmantel erscheint, außen rot und gold gewirkt, möglicherweise aus Brokat, ist gefasst mit einer roten Borte, auf welcher Adlermedaillons zu sehen sind. Mit der linken Hand greift Germania in das Kreuz der neben ihr liegenden Reichskrone, das Symbol des Heiligen Römischen Reichs. Mit der Rechten fasst Germania nach dem mit Edelsteinen besetzten Goldgriff eines Schwertes, das auf einem Schild aus Eisen abgelegt ist. Durch Kombination der Symbole Reichskrone und Schwert wird Germania als Verteidigerin der römisch-deutschen Reichsidee dargestellt. Eisenschild und Schwert lugen unter einem Bärenfell hervor, von dem Germania sich nach ihrem Schlaf gerade erhebt. Die Bärenhaut kann als Hinweis auf die germanischen Wurzeln der deutschen Nation und auf die ihr im 19. Jahrhundert unterstellte Neigung zur politischen Trägheit interpretiert werden (vgl. deutscher Michel). Germanias Erwachen aus einem Schlaf auf der Bärenhaut bedeutet in der Symbolsprache, dass die deutsche Nation nunmehr ihren Attentismus überwindet. Germanias Schwertgriff bedeutet, dass das deutsche Volk bereit ist, mit Waffengewalt aktiv in das politische Geschehen einzugreifen.
Über ihre Schulter richtet Germania ihren stechenden Blick auf zwei finstere Dämonen. Als die Übeltäter erkennen, dass Germania zum Schwert greift, machen sie sich schnell davon. Versehen mit Geißel, Kette und Morgenstern symbolisieren sie Knechtschaft und Zwietracht der alten Zeit. Aus gleißendem Himmelslicht schweben auf Wolken aus dem Hintergrund zwei weibliche Genien heran. Der erste Genius, versehen mit den Attributen des Schwerts und der Waage als Zeichen der Justitia, bringt ihr das Recht; der zweite, bekrönt mit Eichenlaub, trägt die Nationalflagge Deutschlands herbei, das Zeichen der demokratischen Bewegung Deutschlands, der Frankfurter Nationalversammlung und der Überwindung des Metternichschen Systems durch die deutsche Einheit im Sinne der großdeutschen Lösung in einem deutschen Nationalstaat. Als Ausdruck diesbezüglicher nationaler Hoffnung wächst in der Felswand ein junger Eichentrieb heran.
Das insgesamt dichotomisch bzw. dualistisch aufgebaute Bildmotiv zeigt Germanias Welt als einen Kampf zwischen Gut und Böse, in der Germania selbst, die ihr zur Hilfe kommenden Genien sowie die Symbole des Reichs und Deutschlands das Gute vertreten. In Köhlers Gemälde überwindet Germania die bisher in Darstellungen vorherrschende statuarische Haltung und wird durch den Griff zum Schwert eine aktive Kämpferin. Köhler leitet damit über zum martialischen Germania-Typus der Walküre.

## Entstehung und Rezeption

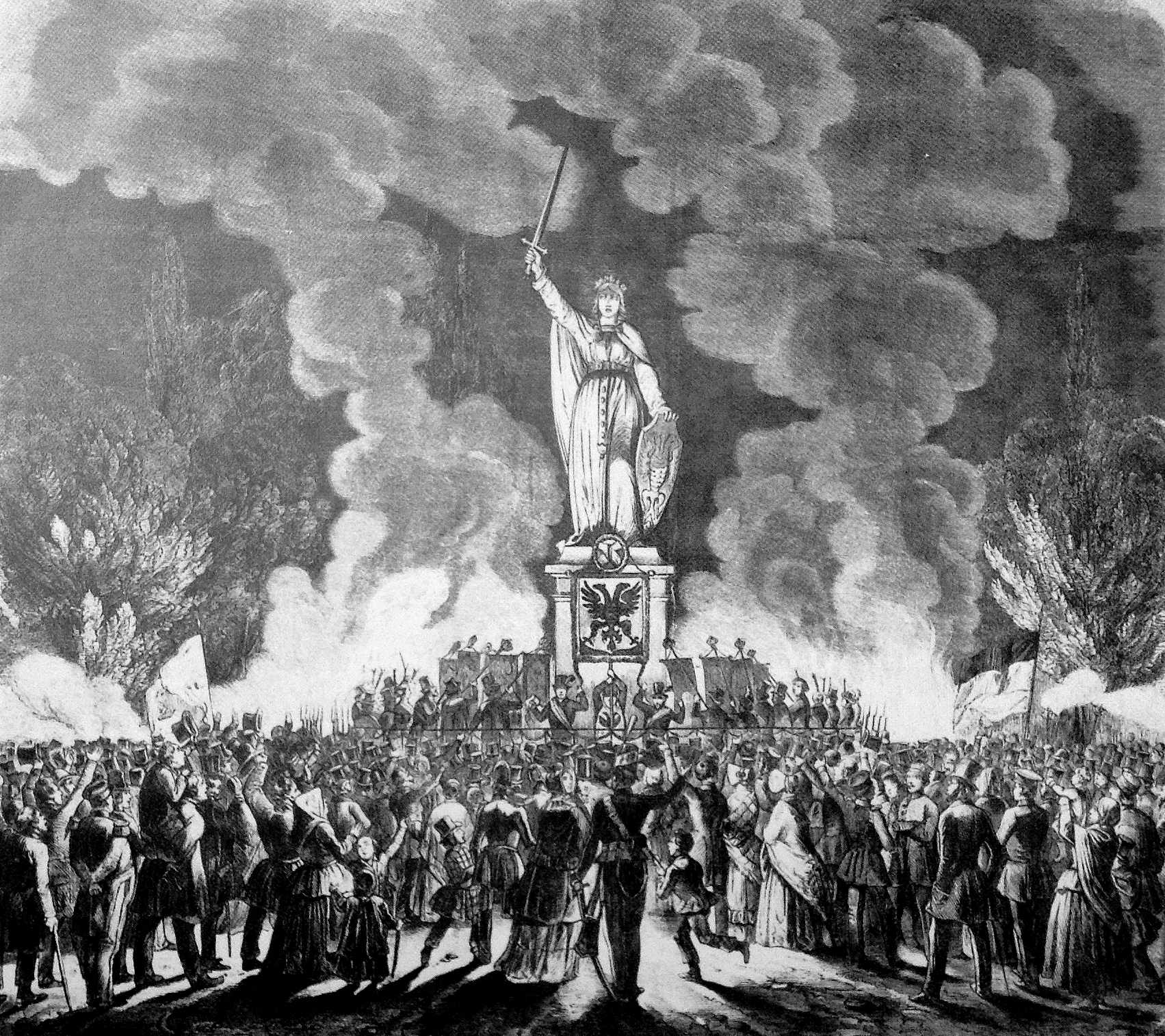
Zeitgenössische Abbildung des Festes des deutschen Einheit am 6. August 1848 auf dem Friedrichsplatz in Düsseldorf

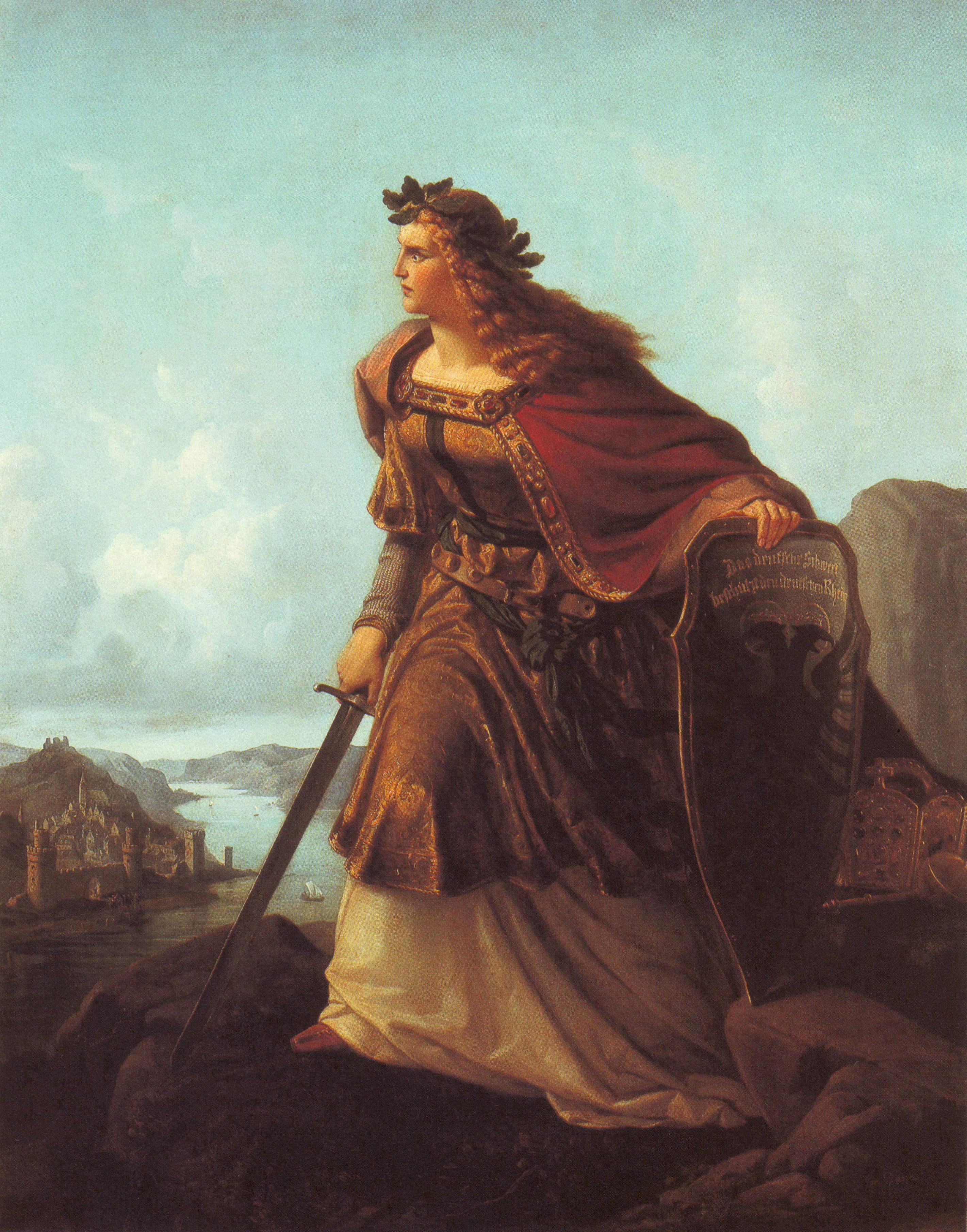
Germania auf der Wacht am Rhein, Lorenz Clasen, 1860

An den politischen Ereignissen, die sich nach der Märzrevolution 1848 in Düsseldorf abspielten, insbesondere an den demonstrativen und revolutionären Aktionen der Bürgerwehr unter ihrem Führer Lorenz Cantador, nahmen in besonderem Maße die Maler der Düsseldorfer Akademie und ihrer Malerschule teil. In Düsseldorf, dem Sitz des Landtags der Rheinprovinz, richtete der Verein für demokratische Monarchie, der das Konzept einer konstitutionellen Monarchie propagierte und darin von einer Mehrheit der wahlberechtigten Bürger der Stadt unterstützt wurde, am 6. August 1848 das Fest der deutschen Einheit mit der feierlichen Illumination einer Germania-Statue aus. Diese Figur hatte der Maler Karl Ferdinand Sohn entworfen. Die Germania als zentrales Symbol der politischen Revolution war Köhler, der die revolutionären Ereignisse und ihre Rezeption in der politisch stark engagierten Düsseldorfer Künstlerschaft unmittelbar miterleben konnte, daher sehr gut geläufig. Ebenso wie Sohn verlieh Köhler seiner Germania eine Symbolik, die ihn als patriotischen Befürworter einer konstitutionellen großdeutschen Monarchie ausweist. Als Köhler das 1848 begonnene Gemälde im Jahr 1849 in seinem Atelier noch unvollendet stehen hatte, berichtete das Correspondenz-Blatt des Kunstvereins für die Rheinlande und Westphalen zu Düsseldorf durchaus positiv über das Bild, aber bereits desillusioniert über die politischen Aussichten der Revolution:

„Unter den Arbeiten, welche noch unvollendet in den akademischen Ateliers zu sehen sind, ist wohl keines mehr geeignet, das allgemeine Interesse zu erregen, als Köhler’s großartige allegorisch-symbolische Darstellung des Aufschwunges des deutschen Volkes zu Einheit und Freiheit, welcher im vorigen Jahre unser großes Vaterland von einem Ende bis zum anderen bewegte. Es will uns zwar allgemach erscheinen, als sei die ganze Bewegung nur ein seliger Traum gewesen, aus welchem wir unerquickt zu desto trostloserer Wirklichkeit erwachen; – aber dieser Traum hat für die Gestaltung unserer Zukunft eine hohe prophetische Bedeutung. Und diese ist es, die Köhler zu seiner Conception begeistert hat. Auch sein Bild gleicht einer Vision. […] Wer dieses Werk gesehen, wird mit uns die Ueberzeugung hegen, dass es eines der großartigsten Bilder werden wird, die aus unserer Schule hervorgegangen sind, und wird die Kunst preisen, die wenigstens auf der Leinwand das festzubannen vermag, was in der Wirklichkeit uns nicht beschieden zu sein scheint.“

Kurz nach seiner Fertigstellung, noch im Jahr 1849, gelangte das Bild in die Düsseldorf Gallery des New Yorker Wein- und Kunsthändlers Johann Gottfried Böker, wo es zu den vorrangig beachteten Ausstellungsstücken gehörte. Allerdings sprach ein Kritiker der New Yorker Evening Post anderen Werken eine größere Wirkung auf den US-amerikanischen Betrachter zu:

„We must admit Germania to be the finest specimen of the higher style of art in this admirable collection, perhaps the finest in the country; but still it is difficult for us to yield even to ‚high art‘ our preferences for such charming works as Hasenclever’s Student’s Examination, Becker’s Reaper’s Return, and Schrodter’s Falstaff and his Recruits.“

„Wir müssen gestehen, dass Germania eines der besten Beispiele für die höhere Kunst in dieser bewundernswerten Ausstellung ist, vielleicht sogar das beste in diesem Lande; doch es ist immer noch schwer für uns, wegen der ‚hohen Kunst‘ unserer Vorliebe für solch charmante Arbeiten wie Hasenclevers Hieronymus Jobs im Examen, Beckers Heimkehrende Schnitter und Schroedters Falstaff und seine Pagen nachzugeben.“

Im Correspondenz-Blatt des Kunstvereins für die Rheinlande und Westphalen zu Düsseldorf bemerkte man zu Anfang der 1850er Jahre:

„Das Bild hat eben so wenig, wie der in demselben ausgedrückte Gedanke, ein Stätte im Vaterlande gefunden, es ist ausgewandert nach Amerika.“

1860 schuf der Düsseldorfer Maler Lorenz Clasen eine Germania auf der Wacht am Rhein, deren Physiognomie und Gestalt eine auffällige Ähnlichkeit zu Köhlers Germania aufweist. Es wird daher vermutet, dass sie Clasen als Vorbild diente.